# José Benjamín Gorostiaga
José Benjamín Gorostiaga (Santiago del Estero, 26 de marzo de 1823 – Buenos Aires, 3 de octubre de 1891) fue un abogado y político argentino y uno de los autores principales de la Constitución argentina de 1853. Fue también ministro del Interior y de Hacienda, y presidente de la Suprema Corte de Justicia, nombrado por el presidente Nicolás Avellaneda con acuerdo del Senado, siendo elegido también presidente del máximo tribunal.

## Autor de la Constitución Argentina
La historiografía oficial argentina considera que el "padre" de la Constitución Nacional fue Juan Bautista Alberdi. Sin embargo una considerable corriente revisionista considera que todo el texto constitucional sancionado en 1853 fue redactado por Gorostiaga, mientras que la influencia de Alberdi fue nula.
Designado por el caudillo Manuel Taboada como convencional constituyente por la provincia de Santiago del Estero el 9 de agosto de 1852, José Benjamín Gorostiaga tuvo una relevante participación en el Congreso Constituyente que sancionó la Constitución federal en 1853. Según Jorge Vanossi, la tarea más memorable de Gorostiaga en aquella oportunidad: 

...sería la de principal redactor de la Constitución y la de miembro informante de la Comisión de Negocios Constitucionales, participando constantemente en los debates, llevando la voz de la defensa del Proyecto de Constitución.

La Constitución de 1853 tenía 107 artículos, de los cuales toda la doctrina (el preámbulo y la parte orgánica, es decir, la distribución de los tres poderes y la función de los tres poderes) es autoría exclusiva de Gorostiaga, quedando en duda quién fue el autor de la parte dogmática que constaba de 31 artículos. 
Según las tablas de equivalencias de los artículos de la Constitución de los Estados Unidos de América, que realizó Ernesto Padilla, 60 artículos de este cuerpo legal fueron reproducidos literalmente en la Constitución Argentina. La parte dogmática comprende solamente a los artículos 1, 2, 5, 14, 15 y 19 al 29; por tanto, en 17 o 18 artículos del total de 107, habría alguna una duda sobre si los hizo o no Gorostiaga. Pero las 40 intervenciones que tuvo en los debates de la Convención Constituyente y la defensa de todos ellos y la autoría del informe de la elevación, hacen pensar que si él no los redactó en su integridad, fue muy importante en la sanción de los mismos.
Después del Acuerdo de San Nicolás fue elegido diputado en la Convención Constituyente de Santa Fe. En ésta fue elegido miembro de la Comisión redactora del proyecto de Constitución junto con su amigo Juan María Gutiérrez.
Su influencia en la Constitución argentina ha sido expuesta por Vanossi en su libro La influencia de José Benjamín Gorostiaga en la Constitución Argentina y en su jurisprudencia, donde demuestra, como trabajo de tesis, la influencia que tuvo Gorostiaga en el proceso de la sanción de la Constitución argentina de 1853 y 1860 en la implementación constitucional efectuada a través de las principales leyes sancionadas, justo cuando fueron organizados los poderes nacionales a partir de 1862, como miembro del Congreso Nacional, y a través de los fallos de la Corte Suprema de Justicia de la Nación, órgano que Gorostiaga llegó a presidir, marcando un capítulo distintivo de la jurisprudencia constitucional argentina.

## Carrera política y judicial
Gorostiaga era un abogado destacado cuando inició su carrera política, inmediatamente después de la caída de Juan Manuel de Rosas, siendo designado en 1852 ministro de Hacienda de la provincia de Buenos Aires por el gobernador Vicente López y Planes. Simultáneamente se acerca al presidente de la Confederación Argentina Justo José de Urquiza, -a la que Buenos Aires no pertenecía-  desempeñándose como asesor y ese mismo año fue designado por el caudillo Manuel Taboada como convencional constituyente de su provincia, desempeñando un papel decisivo en la redacción de la primera constitución argentina sancionada en 1853.
En 1853 el presidente Justo José de Urquiza lo envió para ajustar los tratados de libre navegación de los ríos interiores con Inglaterra, Estados Unidos y Francia y a su regreso asumió como ministro del Interior de la Confederación. 
En octubre de 1854 se radicó en la ciudad de Buenos Aires bajo el liderazgo de Bartolomé Mitre, fundador del Partido Nacionalista, en la corriente política de la provincia de Buenos Aires conocida en la época como "mitrismo", opositora al "autonomismo" o "alsinismo".  
Gorostiaga volvió a ser designado convencional constituyente por la provincia de Santiago del Estero en 1860, para integrar el cuerpo que redactó la reforma constitucional mediante la cual Buenos Aires se integró a la federación argentina, abriendo la puerta para el triunfo electoral que llevó al líder porteño Bartolomé Mitre a la presidencia de la Nación.
En 1865 el presidente Mitre, con acuerdo del Senado, lo nombró ministro de la Corte Suprema de Justicia, pero Gorostiaga renunció tres años después para ser elegido diputado nacional en las elecciones de 1868, que llevaron a Domingo Faustino Sarmiento a la presidencia. Sarmiento lo designó entonces como su ministro de Hacienda y en 1871, nuevamente como miembro de la Corte Suprema, resultando elegido su presidente en 1877, reemplazando a Salvador María del Carril. Como juez supremo, postergó la jurisprudencia nacional por la aplicación de los fallos de la Corte Suprema de los Estados Unidos, renovando la práctica judicial argentina.
Gorostiaga desempeñó un papel político decisivo en ocasión de la insurrección armada de la provincia de Buenos Aires, liderada por Carlos Tejedor, cuando el Congreso de la Nación dispuso federalizar la ciudad de Buenos Aires, en el verano de 1879-1880. La intervención del presidente de la Corte como mediador evitó la guerra civil.
En 1885, siendo aún presidente de la Corte Suprema, el partido Unión Católica liderado por Pedro Goyena, José Manuel Estrada y la familia Frías (sus parientes), apoyado también por Bartolomé Mitre, le ofreció la candidatura presidencial en las elecciones a realizarse ese mismo año, en oposición al candidato roquista Miguel Juárez Celman. Gorostiaga aceptó la candidatura, pero la retiró poco antes del cierre de la campaña, cuando la mayoría de los gobernadores habían expresado su apoyo al candidato oficial y el hostigamiento violento del roquismo contra la oposición se hizo irresistible. Dos años después, Juárez Celman, ya elegido presidente, presionó hasta obtener la renuncia de Gorostiaga a la Corte Suprema.
Fue también director de varias empresas concesionarias de servicios públicos, así como corredactor del Código de Comercio.
En 1890, ya fuera de la Corte, fue uno de los fundadores de la Unión Cívica, una alianza de corrientes opositoras al roquismo, en la que se destacaban Bartolomé Mitre, Leandro Alem, Pedro Goyena, José Manuel Estrada, Aristóbulo del Valle y Bernardo de Irigoyen, entre otros. Como líder de la Unión Cívica fue parte de la Junta Consultiva que comandó la Revolución del 90, un sangriento levantamiento cívico-militar contra el gobierno de Juárez Celman, que fracasó, pero obligó al presidente a renunciar.
A mediados de 1891 la Unión Cívica se dividió en dos: el sector liderado por Mitre formó la Unión Cívica Nacional y el sector liderado por Alem formó la Unión Cívica Radical. Pocos meses después moría Gorostiaga.